# دره کبود
دره کبود روستایی است از توابع شهرستان بروجرد در استان لرستان. این روستا در دهستان شیروان در بخش مرکزی این شهرستان قرار دارد.

## جمعیت
بنابر سرشماری مرکز آمار ایران، جمعیت دره کبود در سال ۱۳۸۵ برابر با ۱۸۴ نفر بوده‌است که از این میان ۹۶ نفر مرد و بقیه زن بوده‌اند. این روستا ۳۹ خانوار دارد.